# 自由逻辑
自由逻辑是免除存在性假定的逻辑。或者说，它是定理在包括空域的所有论域中都有效的逻辑。

## 解说
在经典逻辑中，有些定理明确的假定在论域中必须有东西。考虑下列经典的有效定理。
1. {\displaystyle \forall xA(x)\rightarrow \exists xA(x)};
2. {\displaystyle \forall xA(x)\rightarrow A(r/x)}（这里的 {\displaystyle r} 对于 {\displaystyle A(x)} 中的 {\displaystyle x} 不自由出现，而 {\displaystyle A(r/x)} 是代换 {\displaystyle A(x)} 中 {\displaystyle x} 的所有自由出现的结果）;
3. {\displaystyle A(r)\rightarrow \exists xA(x/r)}（这里的 {\displaystyle r} 对于 {\displaystyle A(x)} 中的 {\displaystyle x} 不自由出现）。
在等价理论中的一个有效的模式展示了同样的特征
4. {\displaystyle \forall x(F(x)\rightarrow G(x))\land \exists xF(x)\rightarrow \exists x(F(x)\land G(x))}。
非形式的，如果 {\displaystyle F} 是‘ {\displaystyle =y}’, {\displaystyle G} 是‘是天马’，而我们代换 {\displaystyle y} 为‘天马’，则 (4) 就允许我们从‘同一于天马的所有东西都是天马’推出某些东西同一于天马。问题来自把变量代换为无指派(nondesignating)的常量:  事实上，我们在一阶逻辑的标准公式中不能这么做，因为这里没有无指派常量。古典上，{\displaystyle \exists x(x=y)} 是通过特殊化(就是前面的(3))而演绎自开放等价公理 {\displaystyle y=y}。
在自由逻辑中，(1)被替代为
1b. {\displaystyle \forall xA(x)\land E!t\rightarrow \exists xA(x)}, 这里的 {\displaystyle E!} 是一个存在谓词（在自由逻辑的某些但不是所有的公式中，{\displaystyle E!t} 可以被定义为 {\displaystyle \exists y(y=t)}）。
可以对存在性引入的其他定理做类似的修改(比如，特殊化规则变成为{\displaystyle (A(r)\rightarrow (E!r\rightarrow \exists xA(x)))}。
自由逻辑的公理化由 Hintikka (1959)、Lambert (1967)、Hailperin (1957) 和 Mendelsohn (1989) 给出。